# Pertain

Pertain este o comună în departamentul Somme, Franța. În 1 ianuarie 2018 avea o populație de 383 de locuitori.